# Edgar Basel
Edgar Basel est un boxeur allemand né le 1er novembre 1930 et mort le 7 septembre 1977 à Mannheim dans le land Bade-Wurtemberg.

## Biographie
Il remporte la médaille d'argent olympique des poids mouches aux Jeux d'Helsinki en 1952 en étant battu en finale par l'américain Nate Brooks.